# Gioia Barbieri
Gioia Barbieri (* 9. Juli 1991 in Forlimpopoli) ist eine ehemalige italienische Tennisspielerin.

## Karriere
Barbieri, die laut ITF-Profil am liebsten auf Hartplätzen spielt, begann im Alter von sechs Jahren mit dem Tennissport. Auf Turnieren des ITF Women’s Circuit hat sie bereits acht Einzel- und 15 Doppeltitel gewonnen.
Ihr letztes Turnier spielte sie im April 2016 in Pula.

## Turniersiege

### Einzel
| Nr. | Datum             | Turnier    | Kategorie   | Belag     | Finalgegnerin      | Ergebnis              |
| --- | ----------------- | ---------- | ----------- | --------- | ------------------ | --------------------- |
| 1.  | 16. Juli 2010     | Imola      | ITF $10.000 | Teppich   | Verdiana Verardi   | 6:1, 6:1              |
| 2.  | 20. Februar 2011  | Leimen     | ITF $10.000 | Hartplatz | Korina Perkovic    | 6:4, 6:2              |
| 3.  | 28. Juli 2012     | Viserba    | ITF $10.000 | Sand      | Yuliana Lizarazo   | 6:4, 6:4              |
| 4.  | 25. August 2013   | Pörtschach | ITF $10.000 | Sand      | Nastja Kolar       | 6:2, 6:3              |
| 5.  | 1. September 2013 | Bagnatica  | ITF $10.000 | Sand      | Anne Schäfer       | 6:3, 3:6, 6:1         |
| 6.  | 26. Oktober 2013  | Lagos      | ITF $25.000 | Hartplatz | Nina Brattschikowa | 3:6, 6:3, 3:0 Aufgabe |
| 7.  | 1. Juni 2014      | Grado      | ITF $25.000 | Sand      | Kateryna Koslowa   | 6:4, 4:6, 6:4         |
| 8.  | 29. März 2015     | Solarino   | ITF $10.000 | Hartplatz | Federica Bilardo   | 7:65, 6:0             |

### Doppel
| Nr. | Datum            | Turnier             | Kategorie   | Belag             | Partnerin           | Finalgegnerinnen                            | Ergebnis          |
| --- | ---------------- | ------------------- | ----------- | ----------------- | ------------------- | ------------------------------------------- | ----------------- |
| 1.  | 11. Oktober 2009 | Foggia              | ITF $10.000 | Sand              | Anastasia Grymalska | Alice Moroni Anna-Giulia Remondina          | 6:4, 4:6, [10:2]  |
| 2.  | 16. April 2010   | San Severo          | ITF $10.000 | Sand              | Anastasia Grymalska | Karina Pimkina Marina Shamayko              | 4:6, 6:2, [11:9]  |
| 3.  | 30. Juli 2010    | Gardone Val Trompia | ITF $10.000 | Sand              | Anastasia Grymalska | Julija Stamatowa Stéphanie Vongsouthi       | 6:2, 6:2          |
| 4.  | 27. März 2011    | Gonesse             | ITF $10.000 | Sand (Halle)      | Anastasia Grymalska | Lena-Marie Hofmann Scarlett Werner          | 6:3, 6:2          |
| 5.  | Dezember 2011    | Antalya             | ITF $10.000 | Sand              | Giulia Pasini       | Başak Eraydın Ilona Kremen                  | 7:6, 4:6, [10:5]  |
| 6.  | März 2012        | Antalya             | ITF $10.000 | Sand              | Anastasia Grymalska | Claudia Giovine Sanaz Marand                | 6:4, 1:6, [11:9]  |
| 7.  | 11. Mai 2012     | Florenz             | ITF $10.000 | Sand              | Andreea Vaideanu    | Anaïs Laurendon Nicole Clerico              | 6:2, 6:7, [10:8]  |
| 8.  | 16. Juni 2012    | Padua               | ITF $25.000 | Sand              | Anastasia Grymalska | Federica Grazioso Lisa Sabino               | 6:2, 6:1          |
| 9.  | 2. März 2013     | Antalya             | ITF $10.000 | Sand              | Anne Schäfer        | Lenka Juríková Chantal Škamlová             | 4:6, 6:3, [10:4]  |
| 10. | 9. März 2013     | Antalya             | ITF $10.000 | Sand              | Nicole Melichar     | Ágnes Bukta Vivian Juhászová                | 7:62, 6:4         |
| 11. | 25. Oktober 2013 | Lagos               | ITF $25.000 | Hartplatz         | Fatma Al-Nabhani    | Conny Perrin Chanel Simmonds                | 1:6, 6:4, [10:8]  |
| 12. | 22. März 2014    | Innisbrook          | ITF $25.000 | Sand              | Julia Cohen         | Allie Kiick Sachia Vickery                  | 7:65, 6:0         |
| 13. | 13. Juni 2014    | Padua               | ITF $25.000 | Sand              | Sofia Shapatava     | Paula Cristina Gonçalves Florencia Molinero | 6:4, 0:6, [14:12] |
| 14. | 30. Januar 2015  | Andrézieux-Bouthéon | ITF $25.000 | Hartplatz (Halle) | Jeļena Ostapenko    | Lesley Kerkhove Ana Vrljić                  | 2:6, 7:64, [10:3] |
| 15. | 11. März 2016    | Amiens              | ITF $10.000 | Sand (Halle)      | Giorgia Marchetto   | Alice Bacquié Kimberley Zimmermann          | 6:3, 6:4          |